# Бе, Николя
Николя Бе (фр. Nicolas Bay, род. 21 декабря 1977 года, Сен-Жермен-ан-Ле, Ивелин Франция) — французский политик, генеральный секретарь политической партии «Национальный фронт» (с 2014 года). Член Европарламента.

## Биография
Николя Бе родился в Сен-Жермен-ан-Ле 21 декабря 1977 года. Воспитывался в состоятельной семье. Детство прошло в Мезон-Лаффит, респектабельном пригороде Парижа. Был членом Скаутского объединения Франции. Родители Николя были сторонниками президента Валери Жискар д’Эстена и через это сблизились с Национальным фронтом.
В 2000 году окончил Университет Западный Париж — Нантер-ля-Дефанс, специальность — право.

## Политическая деятельность
По признанию самого политика, примкнул к Национальному фронту в 15 лет, в 1992 году, после встречи с Жаном-Мари Лё Пеном в Париже. Возглавлял региональное отделение Национального фронта молодёжи в Иль-де-Франс.
В 1998 году вместе с Жаном-Батистом Пероном и Гийомом Пельтье создал Национальное республиканское движение, в котором пробыл на руководящих должностях до 2008 года, когда был исключён из-за «слишком тесного сотрудничества с Национальным фронтом».
В 2009 году вернулся в Национальный фронт, в котором возглавил группу регионального совета Верхней Нормандии. В 2011 году введён в состав политбюро НФ Марин Лё Пен. В 2012 году назначен пресс-секретарём президентской кампании Марин. В 2013 году стал заместителем генерального секретаря партии. В мае 2014 года избран депутатом Европейского парламента от северо-западного округа Франции. В ноябре 2014 года на конгрессе в Лионе избран генеральным секретарём Национального фронта.
Руководит предвыборной кампанией Национального фронта на выборах в Национальное собрание в 2017 году.

## Личная жизнь
Женат, отец троих детей. Практикующий католик. Выступал против закона об однополых браках во Франции.

## В творчестве
В комиксе Франсуа Дюрпера и Фарида Буджеляла «Президентша», по сюжету которого Марин Лё Пен побеждает на президентских выборах 2017 года, Николя Бе занимает в её правительстве должность министра внутренних дел, иммиграции и секуляризма..